# Henry Wells (Ruderer)
Henry Bensley Wells (* 12. Januar 1891 in Kensington; † 4. Juli 1967 in Newton Abbot) war ein britischer Ruderer.
Nach dem Besuch des Winchester College wechselte Henry Wells 1910 nach Oxford ans Magdalen College. Von 1911 bis 1914 nahm er viermal als Steuermann am Boat Race gegen Cambridge teil und gewann von 1911 bis 1913. Als Mitglied des Leander Club war er Steuermann des Achters, den der Verein zu den Olympischen Spielen 1912 nach Stockholm entsandte. Das New College aus Oxford stellte den zweiten britischen Achter, so dass Ruderer aus dem siegreichen Boot des Boat Race in beiden britischen Booten ruderten. Der Achter des Leander Clubs gewann in der Vorrunde gegen den Achter der Toronto Argonauts und im Viertelfinale gegen den Sydney Rowing Club. Nach dem Halbfinalsieg über den Achter des Berliner Ruderverein von 1876 traf das Boot des Leander Club im Finale auf das Boot vom New College und gewann mit dreieinhalb Sekunden Vorsprung. 
1914 schloss Wells sein Jurastudium ab. Im Ersten Weltkrieg diente er in der 6th London Brigade. Nach Ende des Krieges wurde er mit dem Orden MBE ausgezeichnet. Von 1934 bis 1958 war er als Richter tätig.